# L'Escalier de fer (téléfilm)
 (décembre 2013).
Si vous disposez d'ouvrages ou d'articles de référence ou si vous connaissez des sites web de qualité traitant du thème abordé ici, merci de compléter l'article en donnant les références utiles à sa vérifiabilité et en les liant à la section « Notes et références ».
Pour plus de détails, voir Fiche technique et Distribution.
L'Escalier de fer est un téléfilm français de Denis Malleval,  d'après le roman L'Escalier de fer de Georges Simenon. Film diffusé le samedi 2 novembre 2013 sur France 3.

## Synopsis
Paris, 1963. Etienne Lomel et sa femme Louise forment un couple ordinaire, travaillant tous deux pour l'imprimerie-papeterie qui leur appartient. Mais voilà qu'Etienne est pris de violentes douleurs à l'estomac après chaque repas. Bientôt, un autre mal le ronge, lorsqu'il se rappelle les premières années avec Louise. En ce temps-là, il était son amant avant de devenir son époux, à la mort de Guillaume, le premier mari de Louise. Et si Louise essayait de l'empoisonner? Ou bien n'est-ce qu'un délire de personne malade qui le ronge?

## Fiche technique
- Scénario : Jacques Santamaria d'après le roman L'Escalier de fer de Georges Simenon
- Pays :  France
- Production : Jean-Baptiste Neyrac
- Musique : Jean Musy
- Durée : 95 minutes

## Distribution
- Laurent Gerra : Étienne Lomel
- Annelise Hesme : Louise Lomel
- Nicolas Marié : le docteur Doër
- Audrey Beaulieu : Mariette Leduc
- Renaud Rutten : Arthur Leduc
- Luc Gentil : Théo
- Anaïs Beluze : Rose
- Yvette Ferréol : Marie Thouret
- Jérémy Charbonnel : Olivier
- Cédric Meusburger : Guillaume Gatin
- Alexandra Morales : la pharmacienne
- Stéphane Mélis : Charles
- Michel Pilorgé : Monsieur Birard